# اچ‌ام‌ای‌اس پترسون
اچ‌ام‌ای‌اس پترسون (به انگلیسی: HMAS Paterson) یک کشتی است که طول آن ۱۴۸٫۸ فوت (۴۵ متر) می‌باشد. این کشتی در سال ۱۹۲۰ ساخته شد.